# Святоруссовка
Свя́тору́ссовка — село в Ромненском районе Амурской области, Россия. Административный центр Святоруссовский сельсовет.

## География
Село Святоруссовка стоит на правом берегу реки Белая (левый приток реки Зея).
Село Святоруссовка расположено к юго-западу от районного центра Ромненского района села Ромны, автомобильная дорога идёт через Любимое, расстояние до райцентра — 16 км.
От села Святоруссовка на запад идёт дорога к сёлам Знаменка, Верхнебелое и Поздеевка.

## Население
| 2002 | 2010 | 2012 | 2013 | 2014 | 2015 | 2016 |
| ---- | ---- | ---- | ---- | ---- | ---- | ---- |
| 432  | ↘344 | ↘335 | ↘333 | ↘317 | ↘311 | ↘293 |
| 2017 | 2018 |      |      |      |      |      |
| ↗308 | ↘307 |      |      |      |      |      |

По данным переписи 1926 года по Дальневосточному краю, в населённом пункте числилось 132 хозяйства и 676 жителей (348 мужчин и 328 женщин), из которых преобладающая национальность — украинцы (58 хозяйств).